# Токарная улица (Москва)
Тока́рная у́лица (до 17 декабря 1925 года — у́лица Несте́рова, до 1922 года — Напру́дная у́лица) — улица, расположенная в Восточном административном округе города Москвы на территории района Богородское.

## История
Улица получила современное название по существовавшей на этой улице деревообрабатывающей мастерской, в которой, очевидно, были токарные станки и работали токари по дереву. До 17 декабря 1925 года называлась у́лица Несте́рова, возможно, по фамилии домовладельца, до 1922 года — Напру́дная у́лица.

## Расположение
Токарная улица проходит от 1-й Мясниковской улицы на юг до 2-й Мясниковской улицы. 
До конца 1970-х годов доходила до 4-й Гражданской улицы, где переходила в ныне упразднённую Иноземную улицу.

## Здания и сооружения
По чётной стороне: Токарная улица, д. 12 — это единственное здание, которое числится на ней.

## Транспорт

### Наземный транспорт
По Токарной улице не проходят маршруты наземного общественного транспорта. Северо-западнее улицы, на пересечении Миллионной, Кузнецовской, 1-й Мясниковской улиц и Погонного проезда, расположены остановки «Богородское» трамваев 2, 4, 7, 46 и трамвайное кольцо «Богородское»; севернее, на пересечении Погонного проезда и Ланинского переулка, — остановка «Ланинский переулок» трамваев 2, 4л, 4п, 7, 46.

### Метро
- Станция метро «Бульвар Рокоссовского» Сокольнической линии — юго-восточнее улицы, на Ивантеевской улице.

### Железнодорожный транспорт
- Станция МЦК «Бульвар Рокоссовского» — юго-восточнее улицы, на 6-м проезде Подбельского.
- Станция МЦК «Белокаменная» — севернее улицы, на Яузской аллее.